# NGC 1652
NGC 1652 (другие обозначения — ESO 55-SC32) — шаровое звёздное скопление в созвездии Золотой Рыбы. Входит в Большое Магелланово Облако.
Этот объект занесён в «Новый общий каталог» несколько раз, с обозначениями NGC 1652, NGC 1649.
Этот объект входит в число перечисленных в оригинальной редакции «Нового общего каталога».
Скопление содержит много звёзд, занимающих на диаграмме спектр-светимость область с более синим спектром и большей светимостью, чем точка поворота главной последовательности, однако не проявляет признаков уширения или бимодальности главной последовательности.